# Johan Gabriel Anrep
Johan Gabriel Anrep, född 1712 på Åkerby i Knista socken, död 1781 på Glasberga i Östertälje socken, var en svensk ämbetsman och godsägare
Han var son till Alef Herman Anrep och Maria Charlotta Wattrang samt dotterson till revisionssekreteraren Jakob Wattrang. Han var från 1770 gift med friherrinnan Dorothea Christina De Geer af Tervik (1752–1784) som var dotter till riksrådet Otto Wilhelm De Geer. De blev föräldrar till Alef Herman Anrep (1778–1808).
Anrep blev student vid Uppsala universitet 1728 och auskultant i Svea hovrätt 1732. Han blev extra ordinarie notarie vid Svea hovrätt 1737 och vice häradshövding 1742. Han utsågs till häradshövding i Sotholms och Svartlösa härader 1749. Han återvände till Svea hovrätt 1762 för att bli assessor där 1762 och hovrättsråd 1766. Anrep erhöll avsked 1777. Han tillbringade sina sista levnadsår som blind på sin gård Glasberga i Östertälje socken. Anrep är begravd i den Wattrangska graven i Södertälje kyrka.